# Королевское общество искусств
Королевское общество искусств (англ. Royal Society of Arts, сокр. RSA, полное название Royal Society for the Encouragement of Arts, Manufactures and Commerce) — британская организация, базирующаяся в Лондоне.

## История
Основано в 1754 году Уильямом Шипли как Society for the Encouragement of Arts, Manufactures and Commerce, в 1847 году получило Королевскую хартию и в 1908 году — право использовать термин Royal (решением Эдуарда VII). Сокращённое название общества — Royal Society of Arts используется чаще, чем полное наименование; эти слова выгравированы на фризе здания общества.
Миссия Королевского общества искусств, выраженная в его учредительном уставе, заключается в том, чтобы «поощрять предпринимательство, расширять науку, совершенствовать искусство, совершенствовать наших производителей и расширять нашу торговлю». Члены общества имеют право использовать акроним FRSA (Fellow of the Royal Society of Arts) в своём имени, что считается честью и привилегией.
Общество присуждает три награды: медаль Альберта, медаль Бенджамина Франклина и медаль двухсотлетия Королевского общества искусств.

## Руководители
Патроном RSA в настоящее время является Ее Величество Елизавета II, президентом — Ее Королевское Высочество Принцесса Анна, председателем — Викки Хейвуд, исполнительным директором — Мэтью Тейлор.

### Президенты
- 1755–1761: Джейкоб Бувери, 1-й виконт Фолкстон[англ.]
- 1761–1793: Robert Marsham, 2nd Baron Romney
- 1794–1815: Чарльз Ховард, 11-й герцог Норфолк
- 1816–1843: Август Фредерик, герцог Сассекский
- 1843–1861: Альберт Саксен-Кобург-Готский
- 1862–1862: Уильям Тук
- 1863–1901: Эдуард VII
- 1901–1901: Фредерик Брамвелл
- 1901–1910: Георг V
- 1910–1910: Ричард Вебстер, 1-й виконт Алверстоун
- 1911–1942: Артур, герцог Коннаутский
- 1942–1943: Эдвард Кроу
- 1943–1945: Эдвард Армстронг
- 1945–1947: Ричард Бэдфорд Беннетт
- 1947–1952: Елизавета II
- 1952–2011: Филипп, герцог Эдинбургский
- 2011–н. в.: Принцесса Анна